# Amphimallon sainzi
Amphimallon sainzi är en skalbaggsart som beskrevs av Mariano de la Paz Graells 1858. Amphimallon sainzi ingår i släktet Amphimallon och familjen Melolonthidae. Inga underarter finns listade i Catalogue of Life.